# NDC (鉄道車両)

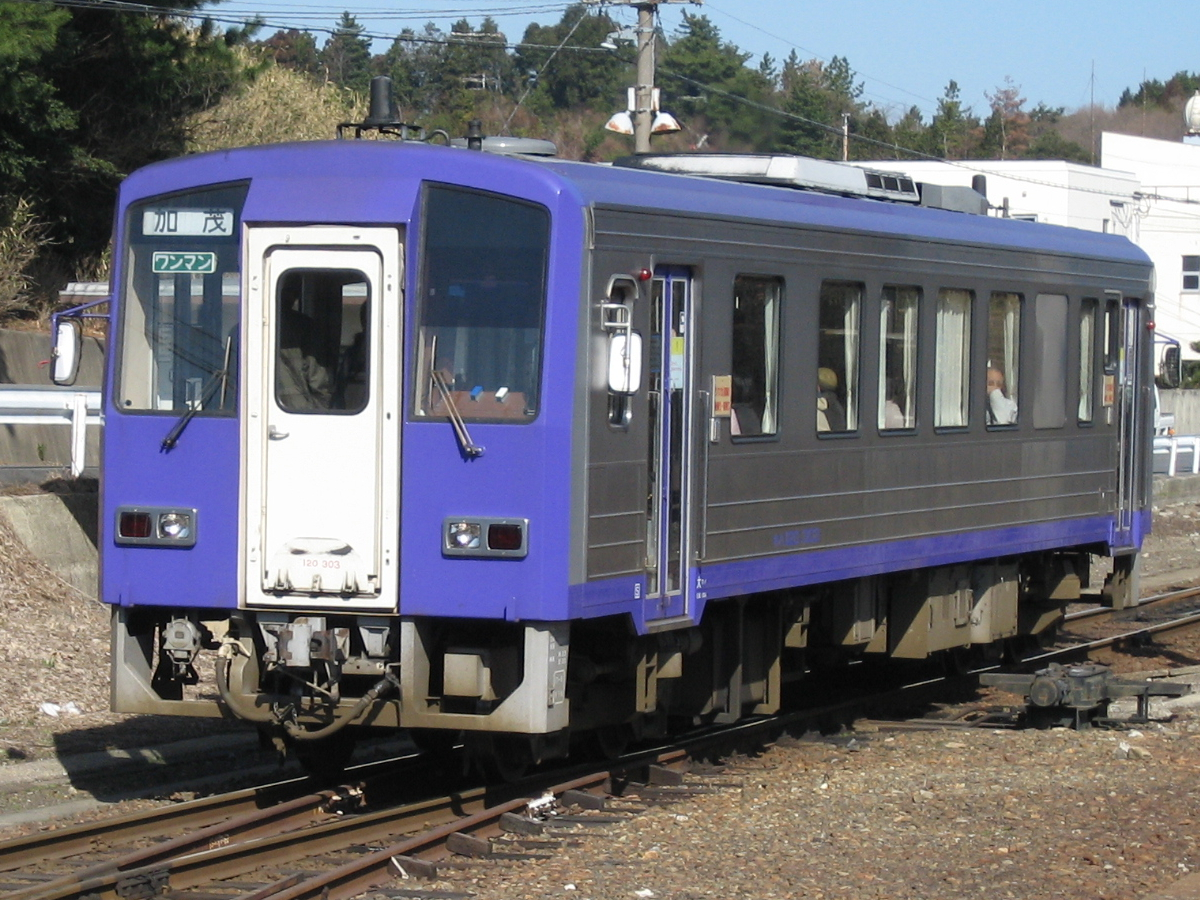
JR西日本キハ120形300番台

NDCは新潟鐵工所が製造した、ローカル線向け軽快気動車のシリーズ名である。JRを含めた多数の鉄道事業者に採用されている。新潟鐵工所の鉄道車両部門を継承した新潟トランシスはNDCの名称を用いていないが、本項では新潟トランシスが設計・製造した汎用的な軽快気動車を含める。

## 特徴
富士重工業（現在は新潟トランシスに事業譲渡）のLE-Car・LE-DCシリーズと並び、1980年代から1990年代にかけて相次ぎ転換開業した第三セクター鉄道を初めとしたローカル線向け軽快気動車の二大グループを形成した。
LE-Carシリーズでは特に初期型は車体やエンジンまでバス用のものを用いていたが、新潟鐵工所当時のNDCでは、部品類にバスとの共通品が多く用いられていたものの、車体構造等は通常の鉄道車両に近いものとなっていた。
新潟トランシスに事業移管後は、富士重から継承したLE-DCの低床車両技術などを積極的に取り込んでおり、最近では両者の特徴をもった車両も登場している。また、廉価故に車体の衝突安全性（強度および衝撃吸収性）や耐久性に難があった反省から、より通常車両構造への回帰が進み、さらにTICSと呼ばれる車両情報制御装置の装備や、電車部品との共通化などにより、コストの適正化と安全性の向上が図られている。
標準化が徹底されてはいるが、各事業者、各線区の事情により、16m級、18m級、20m級といったボディバリエーションがあり、客室窓構造、座席配置、フロントマスク、前・尾灯位置、貫通扉の有無、客用扉の形状とステップの有無など、多様な仕様に対応している。

## 変遷
NDCは30年以上にわたって製造されているため、何度かのモデルチェンジを受けており、現行型は第三世代となる。
NDCの源流は三陸鉄道36-100形気動車や国鉄キハ37形気動車まで遡ることができるが、1985年（昭和60年）に登場した由利高原鉄道YR-1000形は試作車的な存在で、車体長14.8mの偏心台車はYR-1000形だけの特殊構造である。
- 第一世代は1986年（昭和61年）の南阿蘇鉄道MT-2000形から始まる、車体長15.8m - 18m、車体幅2.7m、床面高1240mm（以下、高さはレール上面基準）、ステップ高980mm（ステップ段差260mm）、台車車輪経762mm（ステップレス低床） - 860mm、軸距1900mm、DMF13HS系のエンジンを標準仕様とする[独自研究?][2]。

- 第二世代は1992年（平成4年）のJR九州キハ125形から始まる、車体長16m - 20.8m、車体幅2.7 - 2.8m、床面高1240mm（水島臨海鉄道MRT300形のみ低床1180mm）、ステップ高980mm（ステップ段差260mm。MRT300形は200mm）、台車車輪径860mm、軸距1900mm、DMF13HZ系のエンジンを標準仕様とする[独自研究?][2]。後期型ではボルスタレス台車化された。

- 第三世代は2001年（平成13年）の天竜浜名湖鉄道TH2000形（後にTH2100に改番）から始まる、TICS装備、車体長18m、車体幅2.8m、床面高1240mm、ステップ高980mm（ステップ段差260mm）、全面的にボルスタレス台車を採用、台車車輪径860mm、軸距2100mmが標準仕様。諸元には現れないが、客用扉の位置が車両の左右で揃えられ、より一般形気動車に近い設計となっている。[独自研究?]
  - 2003年（平成15年）登場の肥薩おれんじ鉄道HSOR-100形は、客用扉にステップのない、床面高1140mmの完全バリアフリー対応車となった。ただし、ホーム高は電車規格の1100mmに嵩上げが必要。
  - 2007年（平成19年）登場の錦川鉄道NT3000形と平成筑豊鉄道400形はLE-DCの低床技術を取り込み、客用扉に踏面高980mmのステップを持つものの、従来比で9cm低い床面高1150mm（ステップ段差170mm）の簡易バリアフリー対応となり、このタイプが標準となった。
  - 富士重工製があるため純粋なNDCではないが、土佐くろしお鉄道9640形気動車もこのシリーズである。[独自研究?]

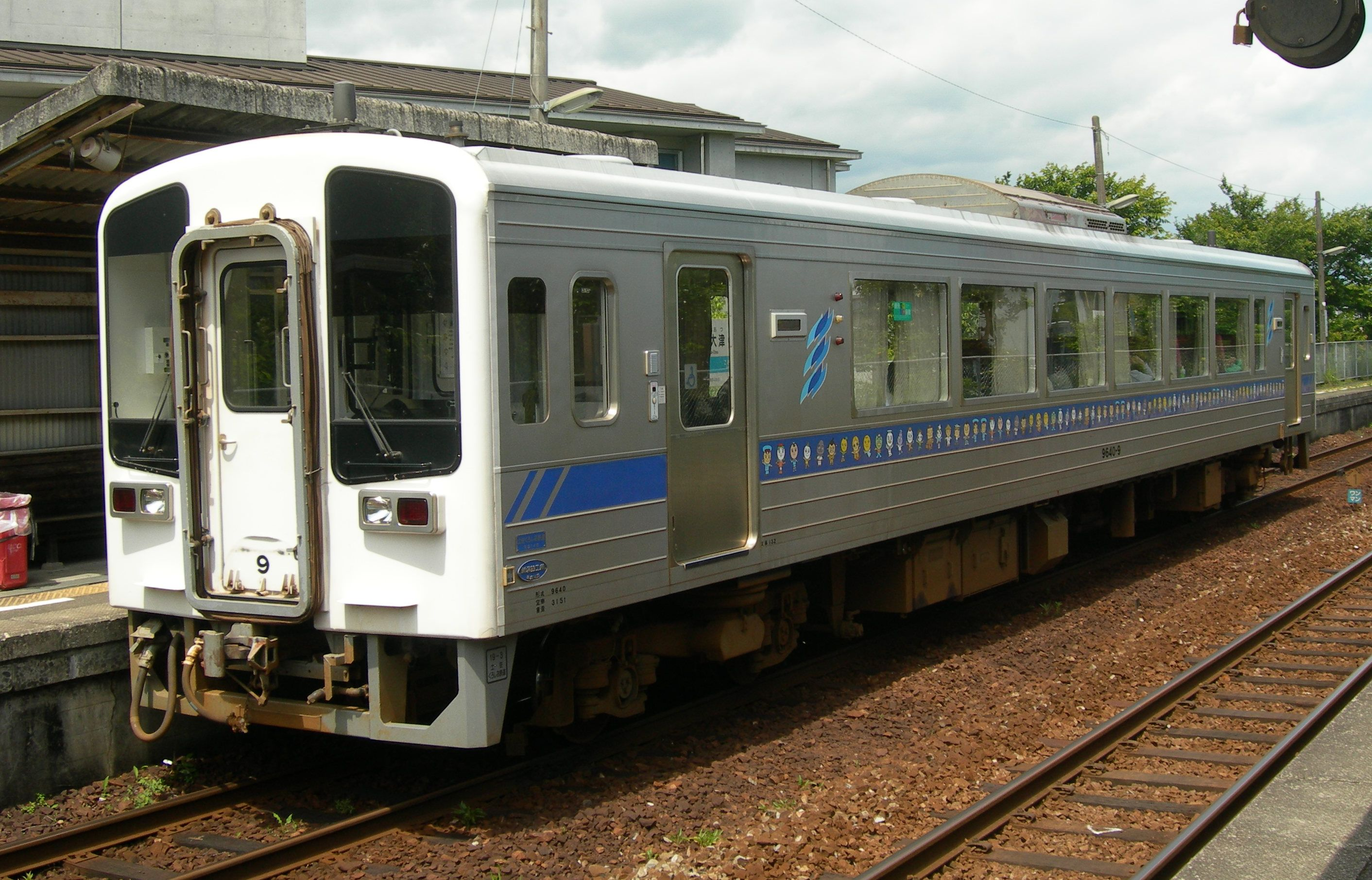
土佐くろしお鉄道9640形気動車

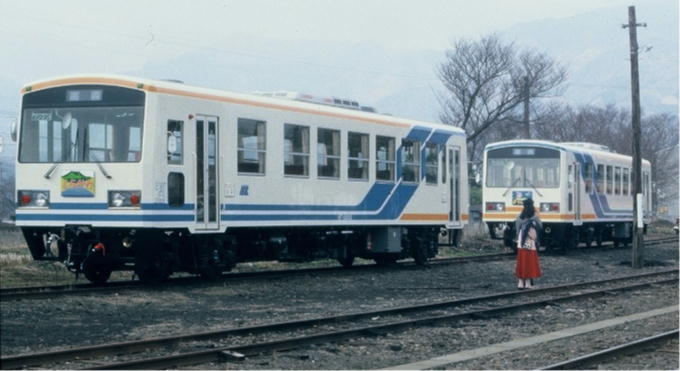
南阿蘇鉄道MT-2000形気動車 （第一世代）
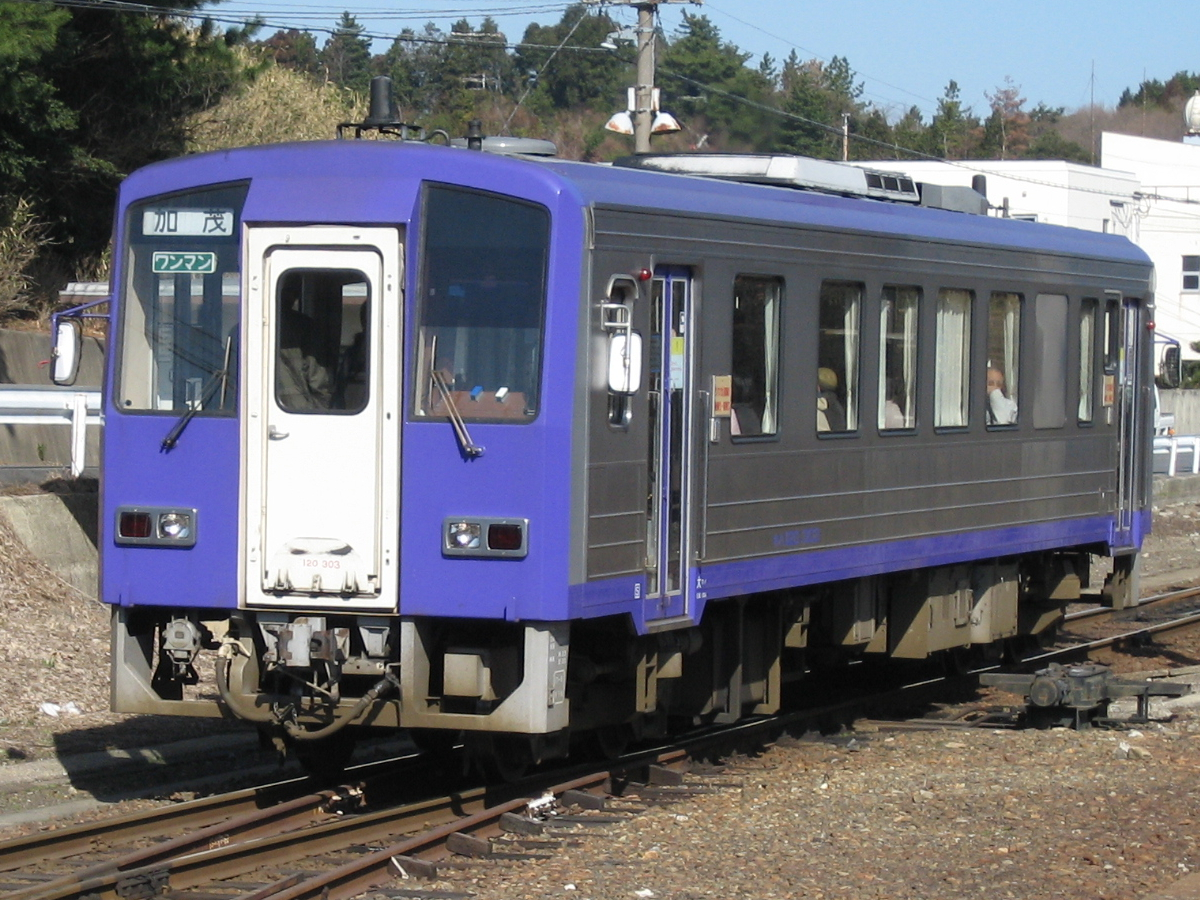
JR西日本キハ120形300番台 （第一世代）
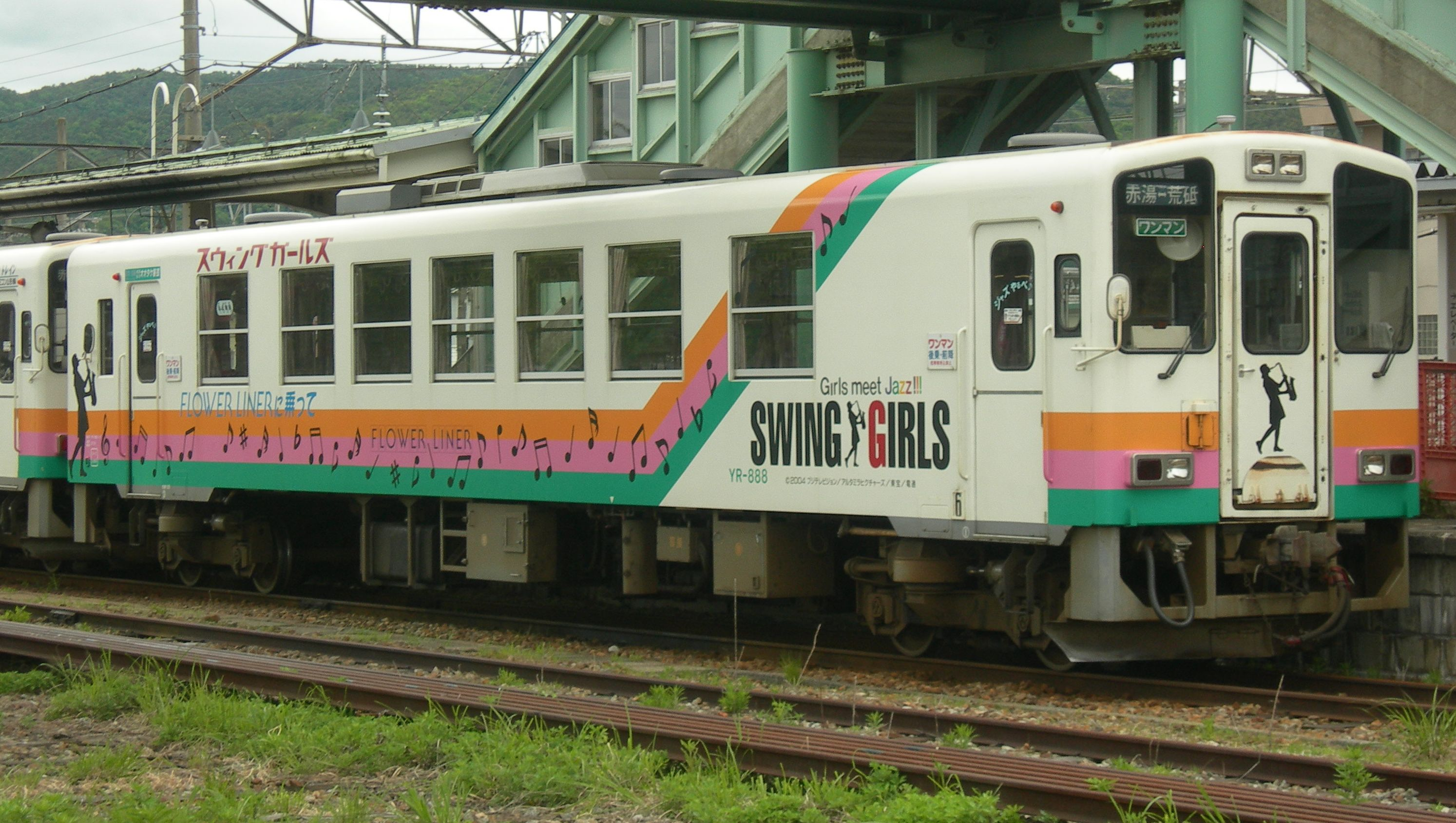
山形鉄道YR-880形 （第一世代）
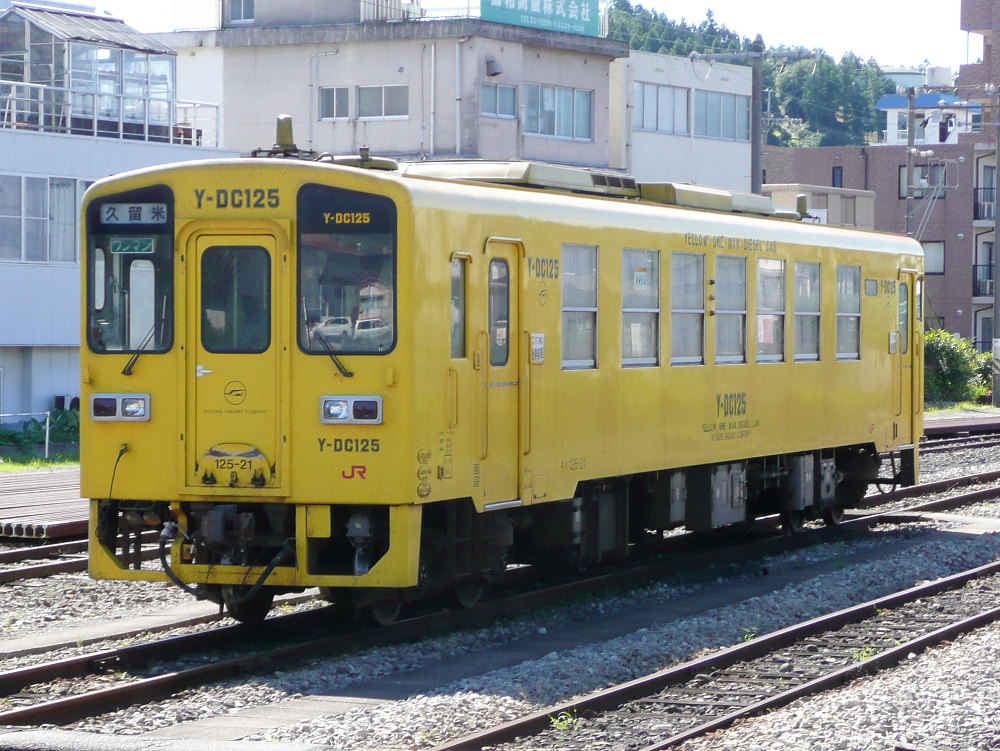
JR九州キハ125形 （第二世代）
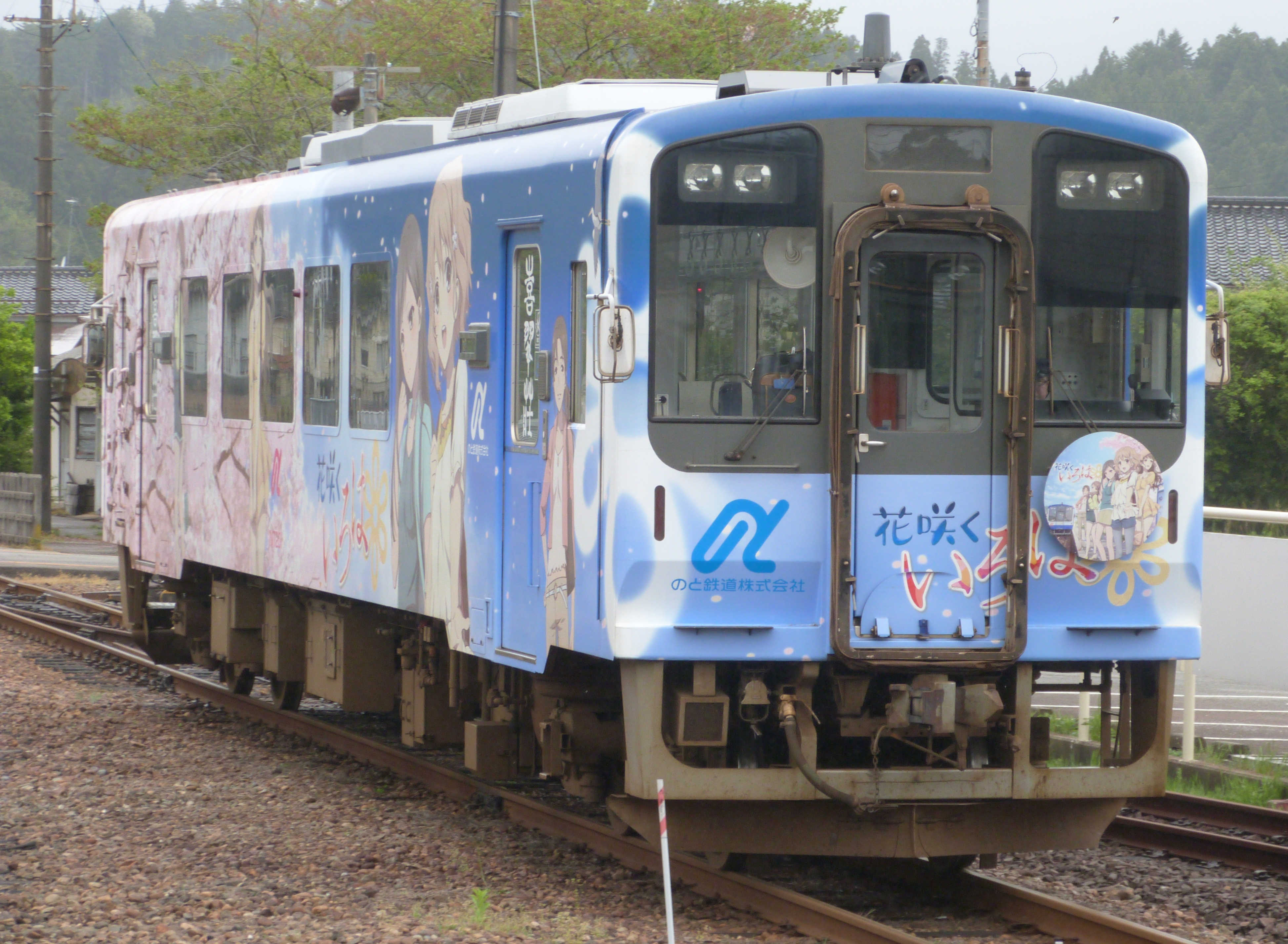
のと鉄道NT200形 （第三世代）
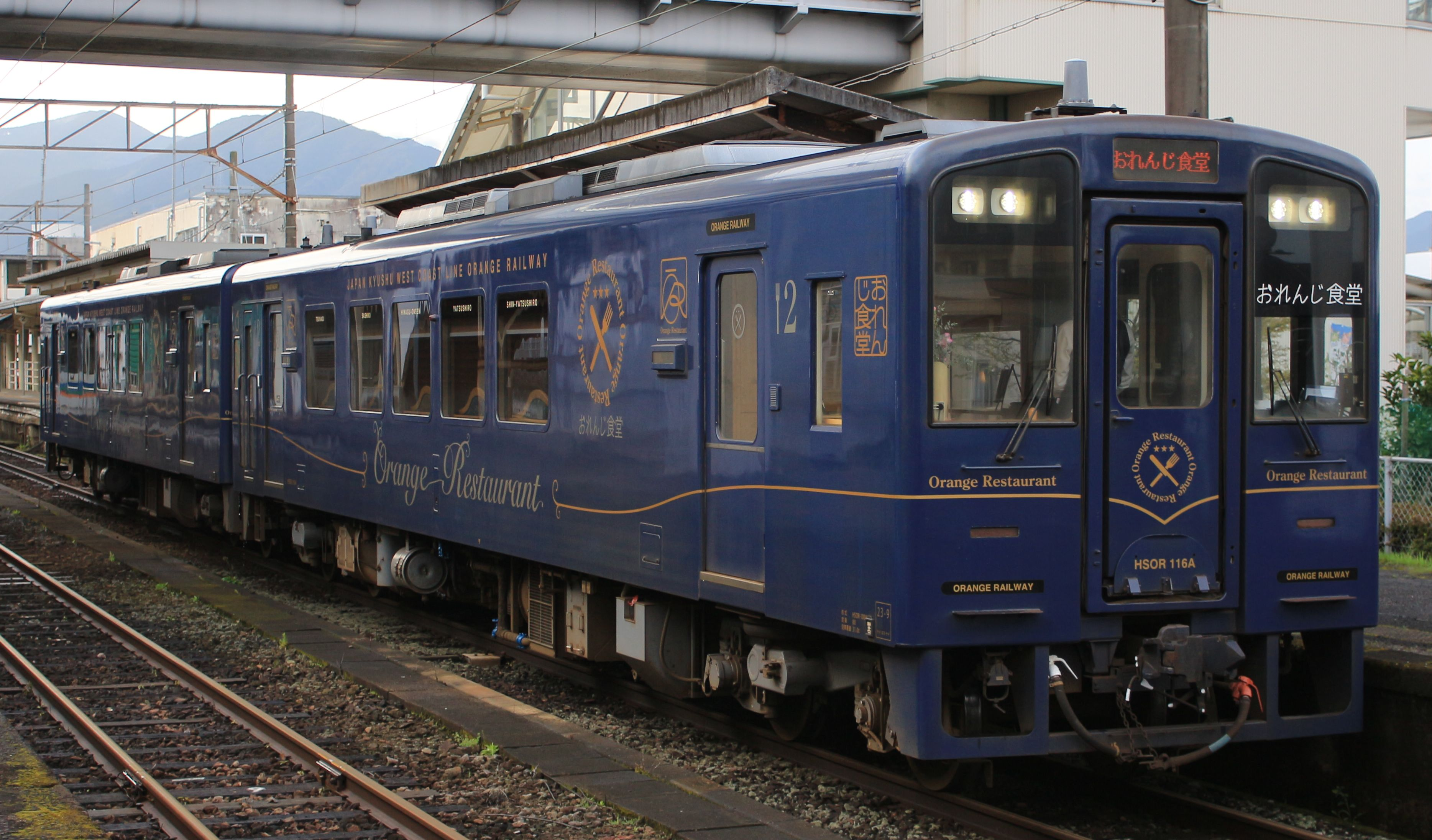
肥薩おれんじ鉄道HSOR-100形 （第三世代（バリアフリー対応））
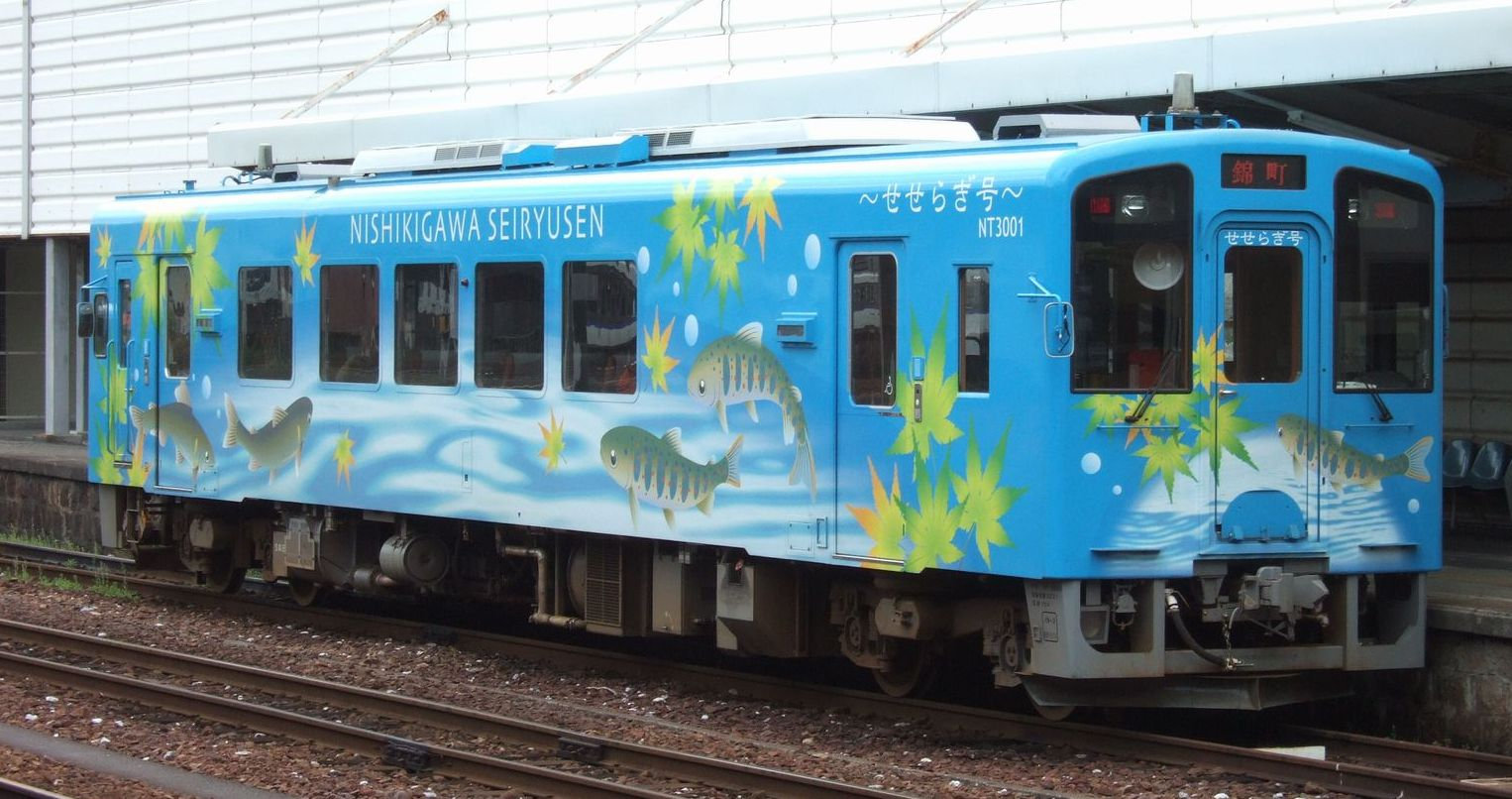
錦川鉄道NT3000形 （第三世代（簡易バリア フリー対応））

## 車両
以下、車両を全長別に区分する。改造に伴う改形式は記載していない。

### 15.3m級
- 由利高原鉄道YR-1000形（1985年。廃形式）

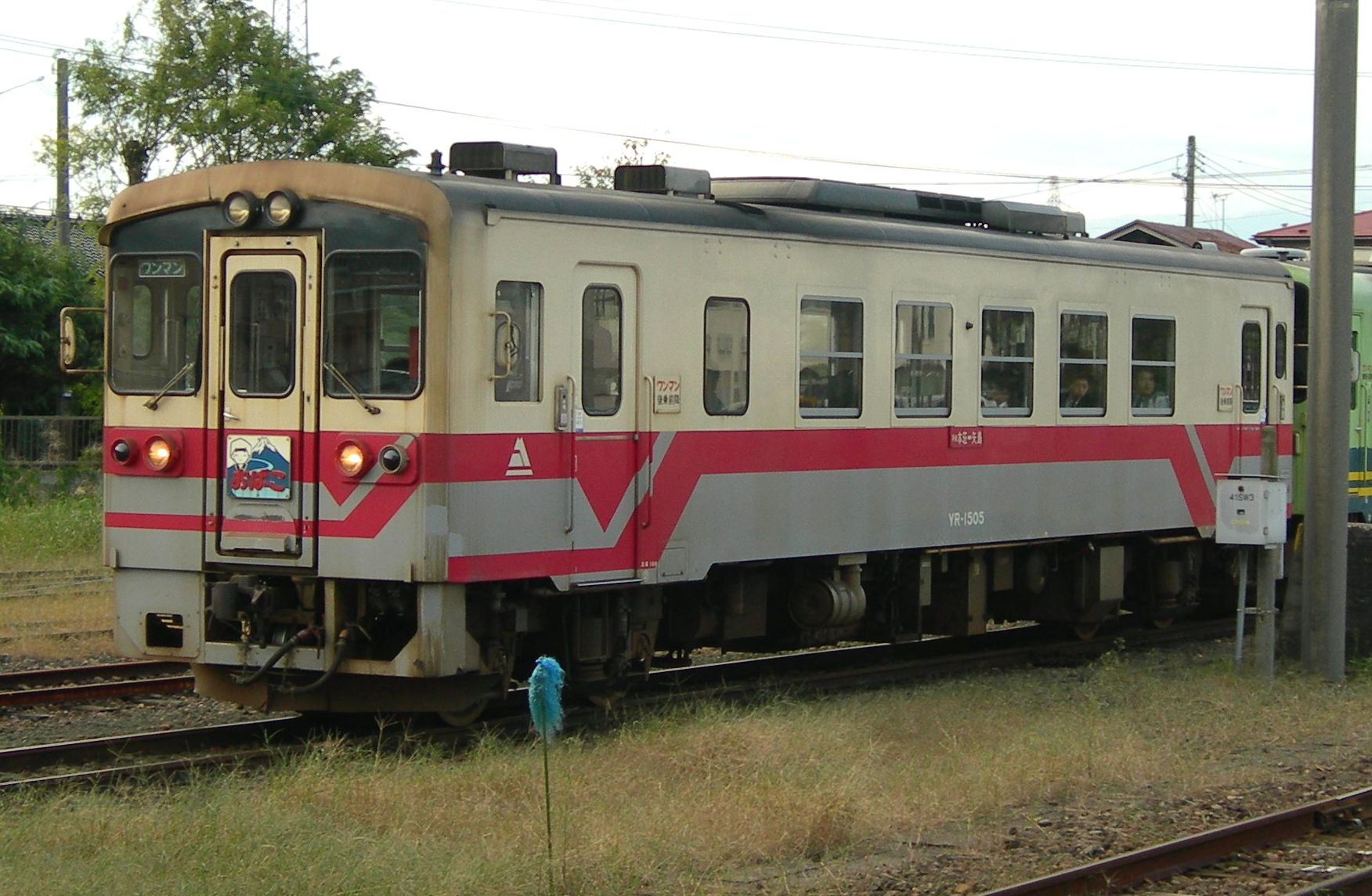
YR-1500形

### 16.3m級
- 南阿蘇鉄道MT-2000形（1986年。廃形式）
- 会津鉄道AT-100形・AT-150形・AT-200形（1987年。廃形式）
- 錦川鉄道NT2000形（1987年。廃形式）
- 北海道旅客鉄道キハ130形（1988年。廃形式）
- 北海道ちほく高原鉄道CR70形・CR75形（1988年。廃形式）
- 松浦鉄道MR-100形・MR-200形・MR-300形（1988年。廃形式）
- 鹿島鉄道KR-500形（1989年。廃形式）
- くま川鉄道KT-100形・KT-200形（1989年。廃形式）
- 高千穂鉄道TR-100形・TR-200形（1989年。廃形式）
  - TR-201は阿佐海岸鉄道へ無償譲渡、ASA-300形となった。
- 三陸鉄道36-300形・36-400形（1989年。廃形式）
  - 全車ミャンマー国鉄に売却された。
- 西日本旅客鉄道キハ120形（1992年）

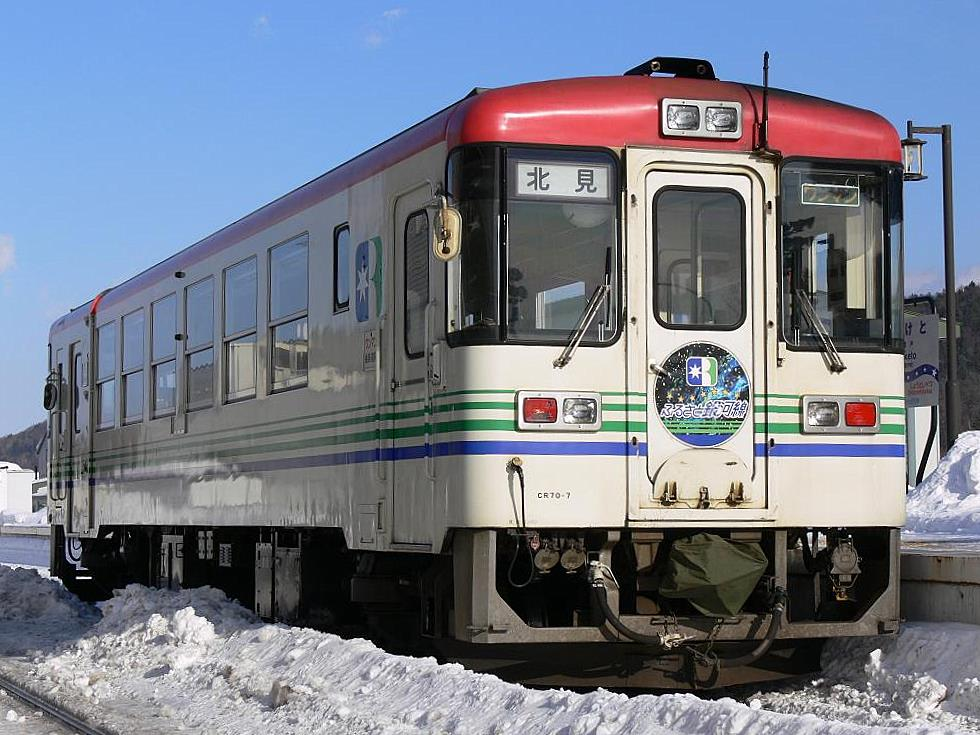
CR70形

### 16.6m級
- 南阿蘇鉄道MT-3000形（1993年）

### 17.97ｍ級
- 長良川鉄道ナガラ600形（2022年）
- 南阿蘇鉄道MT-4000形（2023年）

### 18m級
- 東海旅客鉄道キハ11形（1988年。一部東海交通事業車）
  - 一部車両はひたちなか海浜鉄道・ミャンマー国鉄に譲渡されている。
- 井原鉄道IRT355形（1998年）
  - 1両がミャンマー国鉄に譲渡された。
- 若桜鉄道WT3300形（2001年）

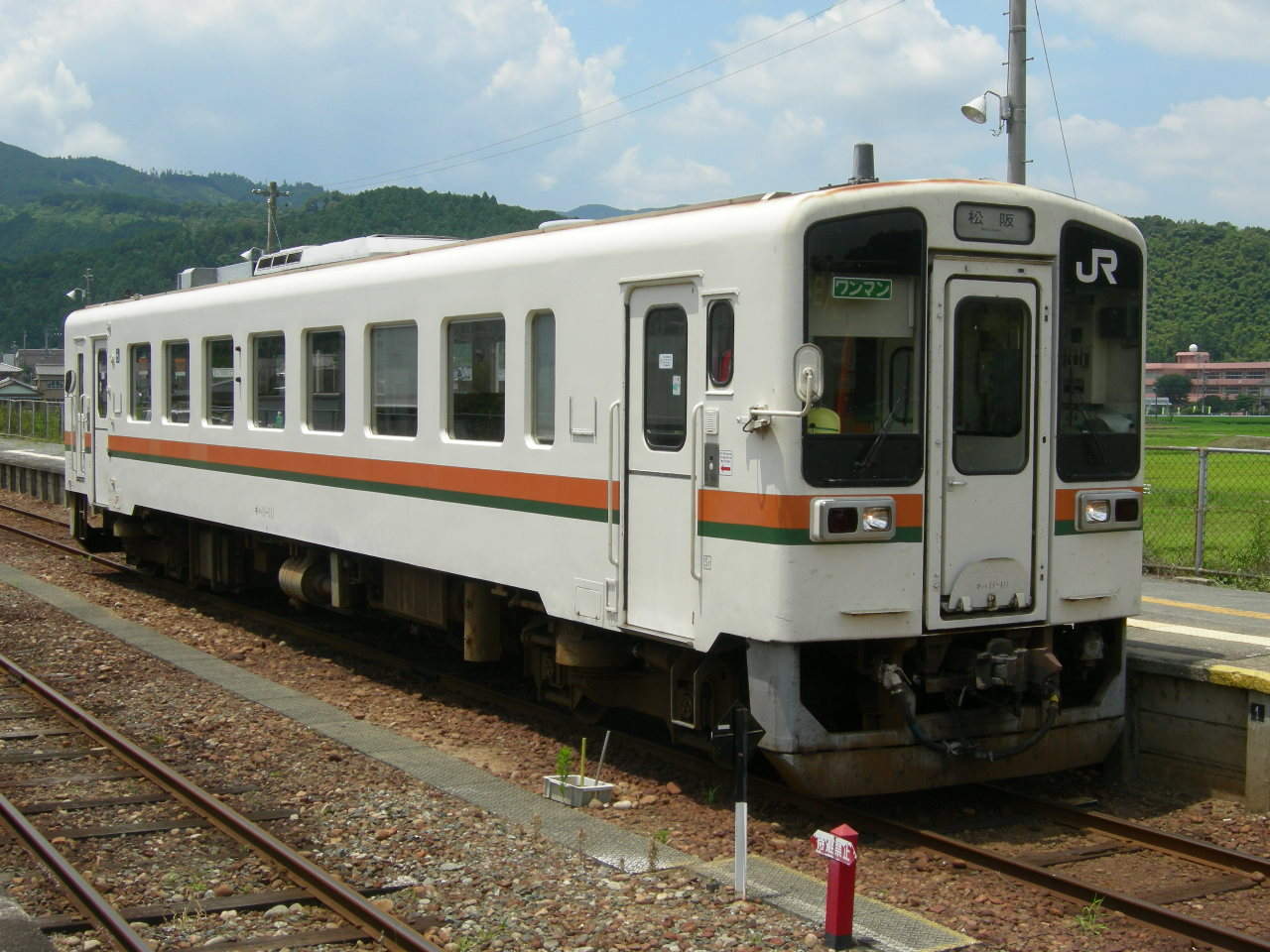
キハ11形

### 18.5m級
- 神岡鉄道KM-100形・KM-150形（1984年。廃形式）
- 若桜鉄道WT2500形（1987年）
- 秋田内陸縦貫鉄道AN-8800形（1988年）・AN-8900形（1989年）・AN-2000形（2000年）
- 山形鉄道YR-880形（1988年）
- 高千穂鉄道TR-300形（1991年。廃形式）・TR-400形（2003年。廃形式）
  - TR-400形は九州旅客鉄道へ売却され、キハ125形400番台となった。
- 九州旅客鉄道キハ125形（1992年）
- 三陸鉄道36-500形（1994年。廃形式）・36-700形（2013年）
- 島原鉄道キハ2500形・キハ2550形（1994年）
- 茨城交通キハ3710形（1995年）・キハ37100形（2002年）
- 津軽鉄道津軽21形（1996年）
- 松浦鉄道MR-400形（1998年）・MR-500形（1999年）
- 由利高原鉄道YR-2000形（2000年）
- 天竜浜名湖鉄道TH2000形・TH2100形・TH9200形（2001年）
- 肥薩おれんじ鉄道HSOR-100形（2003年）
- 会津鉄道AT-500形・AT-550形（2004年）・AT-600形・AT-650形（2005年）・AT-700形・AT-750形（2010年）
- のと鉄道NT200形（2005年）・NT300形（2015年）
- 錦川鉄道NT3000形（2007年）
- 平成筑豊鉄道400形・500形（2007年）
- 樽見鉄道ハイモ330-700形（2010年）
- わたらせ渓谷鐵道WKT-500形（2011年）・WKT-510形（2013年）・WKT-520形（2019年）・WKT-550形（2012年）
- いすみ鉄道いすみ300型・キハ20 1303（2012年）・いすみ350型（2013年）
- くま川鉄道KT-500形（2014年）
- 信楽高原鐵道SKR400形（2015年）・SKR500形（2017年）
- 明知鉄道アケチ100形（2017年）
- 京都丹後鉄道KTR300形（2019年）

### 20.5m級
- 三陸鉄道36-600形（2005年）・36-Z形（2014年）・36-R形（2014年）

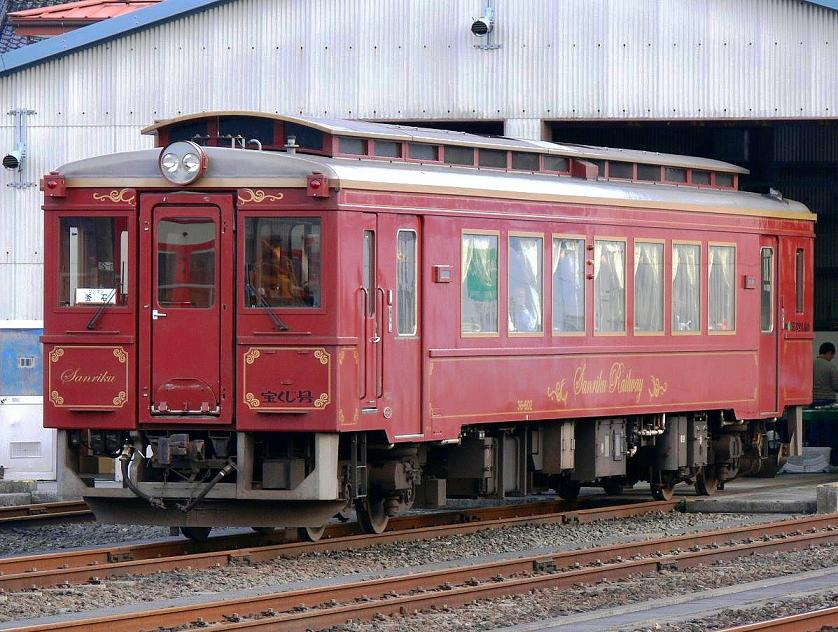
36-600形

### 21.3m級
- 水島臨海鉄道MRT300形（1995年）

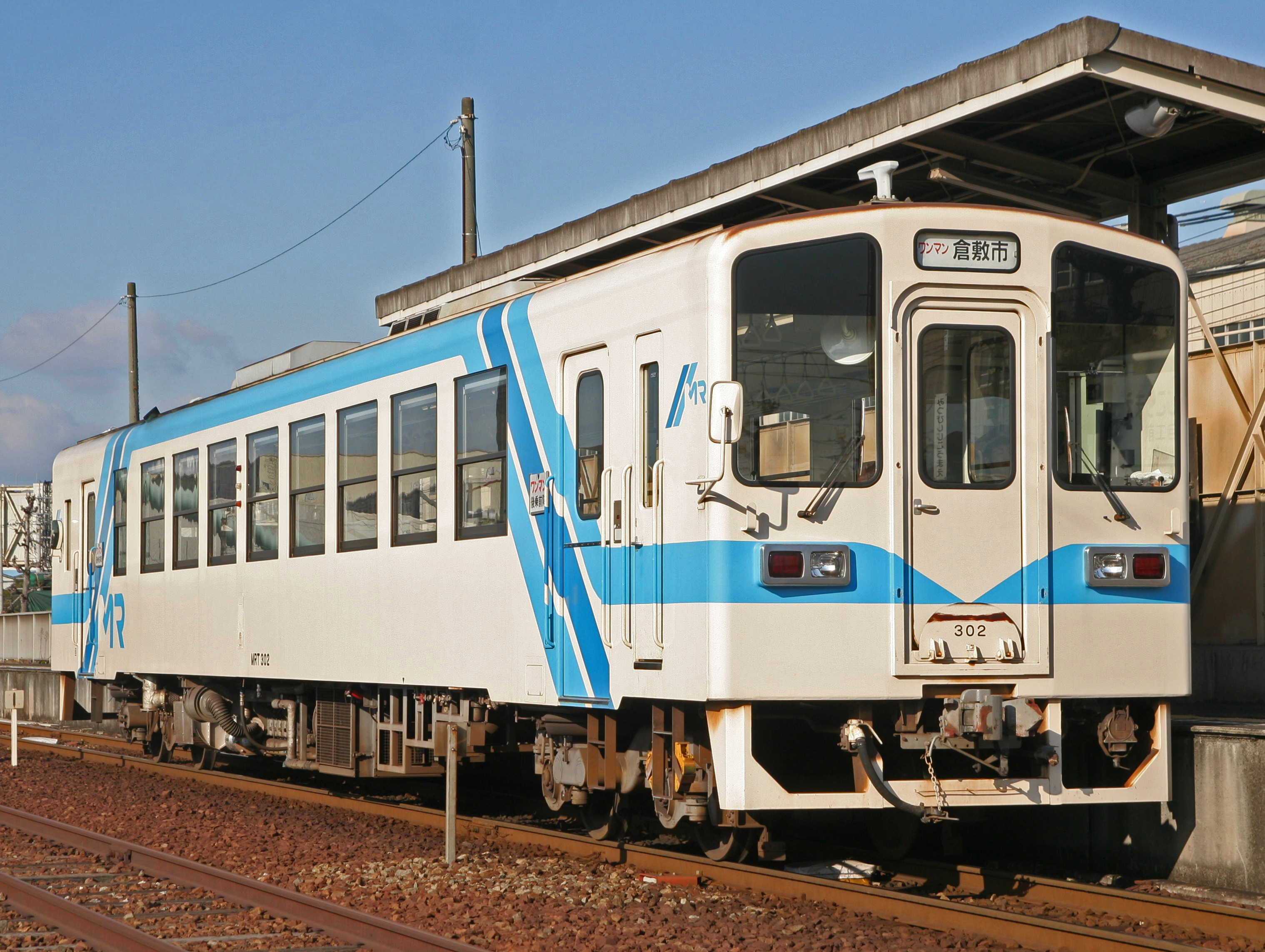
MRT300形

なお、キハ2100形以降の関東鉄道の形式および鹿島臨海鉄道8000形はNDCをベースにした車両ではあるが、すべて3扉ロングシート車となっていて、上記に書かれたNDCのグループとは一線を画す場合が多い。